# Cavapoo
El Cavapoo (en inglés estadounidense) o Cavoodle (en inglés australiano) es una raza entre cruce de un Cavalier King Charles Spaniel y un Caniche.

## Historia
El Cavapoo fue uno de los muchos cruces de caniche que surgieron durante la fiebre de los «perros de diseño» a finales del siglo xx. Se originó en Australia y cobró mayor relevancia allí después de que varios australianos ilustres adoptaran Cavapoos, entre ellos la primera ministra Julia Gillard. Los criadores buscaban combinar la inteligencia y el pelaje hipoalergénico del caniche con el carácter amigable y el pequeño tamaño del Cavalier King Charles Spaniel.

## Apariencia y temperamento
Al igual que otros híbridos de caniche, los Cavapoos no están reconocidos como raza por el American Kennel Club ni otras organizaciones similares. Los caniches pueden presentarse en una variedad de tamaños y colores. Los Cavapoos individuales pueden presentar una variación considerable en lo referente a lo hipoalergénico.

## Salud
Son perros mayormente sanos, aunque pueden ser propensos a sufrir los mismos problemas de salud de progenitores. Esto incluye hinchazón (caniches) y cardiopatía mitral (Cavalier King Charles Spaniel), así como displasia de cadera y ciertas afecciones oculares (por ambas razas).